# Henri Besset
Henri Besset (1669 - † 1748) fou un jurista, conseller i escriptor de França.
Fou inspector de belles arts amb el marquès de Villacerf i controlador dels edificis reials, i amb Jean-Baptiste Colbert fou nomenat superintendent d'edificis el 1683.
La mare d'Henri, Charlotte Dangois, era la neboda materna de Nicolas Boileau-Despréaux i Henri fou també advocat del Parlament de París i primer treballador de Philipeaux, secretari d'Estat, fill de Pontchartrain, controlador general de finances i fou rebut com a conseller de sol·licituds del Parlament de Metz l'1 de setembre de 1698.
Henri obtingué després de llargs serveis el títol de conseller honorari i esdevingué més tard conseller de la marina, i com a escriptor deixà l'obra Relació de les campanyes de Rocroi i Friburg el 1643 i 1644 (París, 1673), tot i que n'hi ha que atribueixen l'obra al marquès de la Moussaye, mariscal de camp sota el Gran Comte, reimpresa l'obra a Recueil de pièces pour servir de M. le Prince (París, 1693, 2 volums).